# 馬周陳氏介
馬周陳氏介（学名：Tanella machoui）为細花介科陳氏介屬下的一个种。